# Noyers-Auzécourt
Noyers-Auzécourt is een Franse gemeente in het arrondissement Bar-le-Duc in het departement Meuse in de regio Grand Est en telt 244 inwoners (1999).

## Geschiedenis
De gemeente werd gevormd op 1 juli 1972 door een fusie van de gemeenten Auzécourt en Noyers-le-Val. Noyers-Auzécourt maakte deel uit van kanton Vaubecourt tot dit op 22 maart 2015 werd opgeheven en de gemeenten werden opgenomen in het aangrenzende kanton Revigny-sur-Ornain.

## Geografie
De oppervlakte van Noyers-Auzécourt bedraagt 17,6 km², de bevolkingsdichtheid is 13,9 inwoners per km².
De onderstaande kaart toont de ligging van Noyers-Auzécourt met de belangrijkste infrastructuur en aangrenzende gemeenten.

## Demografie
Onderstaande figuur toont het verloop van het inwonertal (bron: INSEE-tellingen).

Andernay · Beurey-sur-Saulx · Brabant-le-Roi · Chaumont-sur-Aire · Contrisson · Courcelles-sur-Aire · Couvonges · Érize-la-Petite · Les Hauts-de-Chée · Laheycourt · Laimont · Lisle-en-Barrois · Louppy-le-Château · Mognéville · Nettancourt · Neuville-sur-Ornain · Noyers-Auzécourt · Rancourt-sur-Ornain · Rembercourt-Sommaisne · Remennecourt · Revigny-sur-Ornain · Robert-Espagne · Sommeilles · Val-d'Ornain · Vassincourt · Vaubecourt · Villers-aux-Vents · Villotte-devant-Louppy